# São Raimundo Esporte Clube (Santarém)
Le Sao Raimundo EC est un club de football brésilien basé à Santarém dans l'État du Pará.
Le club joue ses matchs à domicile au Stade Colosso do Tapajós.

## Palmarès
- Championnat du Brésil de Série D :
  - Champion : 2009